# Neera Tanden
Neera Tanden, född 1970 i Bedford i USA, är en amerikansk politisk konsult. 

## Biografi
Tanden var seniorrådgivare till USA:s president 2021-2023. Hon nominerades av president Joe Biden som chef för Office of Management and Budget, men drog sig tillbaka i mars 2021 efter otillräckligt stöd i Senaten.
Hon är gift med Benjamin Edwards och har två barn.